# Samone (TO)
Samone é uma comuna italiana da região do Piemonte, província de Turim, com cerca de 1.479 habitantes. Estende-se por uma área de 2,51 km², tendo uma densidade populacional de 589 hab/km². Faz fronteira com Fiorano Canavese, Banchette, Salerano Canavese, Loranzè, Pavone Canavese, Colleretto Giacosa.

## Demografia
| Variação demográfica do município entre 1861 e 2011                               |
|                                                                                   |
| Fonte: Istituto Nazionale di Statistica (ISTAT) - Elaboração gráfica da Wikipedia |